# Navigator

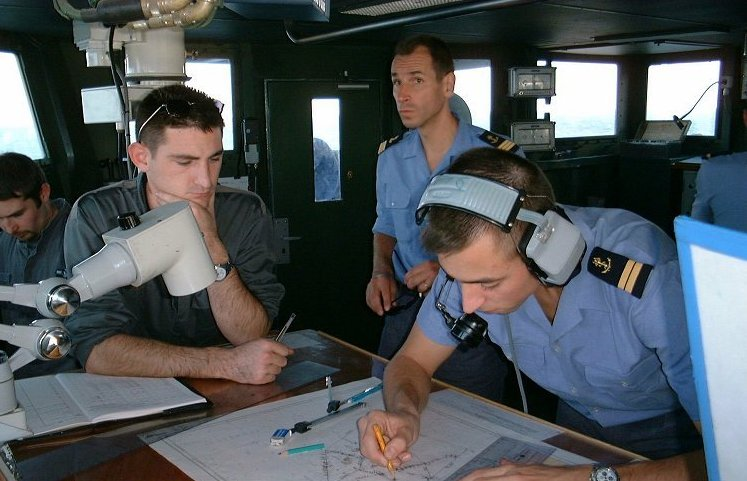
Navigationsoffizier auf der französischen Fregatte La Motte-Picquet, 7. Dezember 1999

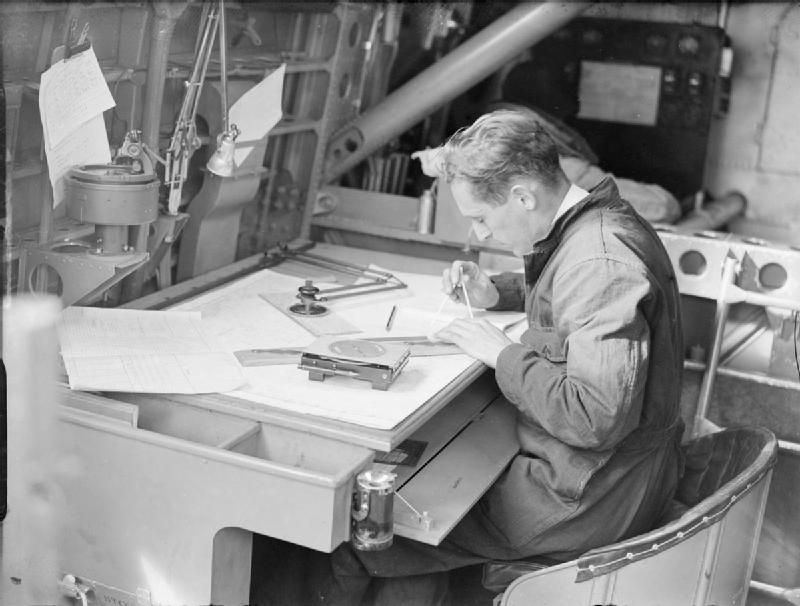
Navigator an Bord eines britischen Flugzeuges vom Typ Short Sunderland

Ein Navigator oder Navigationsoffizier ist ein Offizier, der für die Navigation zuständig ist. Die Person kann Teil einer Schiffs- oder einer Flugzeugbesatzung sein. Insbesondere in der Luftfahrt ist der Beruf so gut wie ausgestorben, da die Flugzeuge für die Navigation mit Flight Management Systemen ausgestattet wurden, so dass die Piloten die Navigation ohne Unterstützung eines Navigators selbst ausführen können. Auf großen Schiffen hingegen findet man noch heute Navigatoren.
In den russischen Flugzeugen älterer Bauart ist der Navigator weiterhin an Bord und mit wesentlich mehr Kompetenzen ausgestattet als in westlichen Flugzeugen. Er kann hier dem Piloten Anweisungen geben, solange kein Luftnotfall auftritt, während in westlichen Flugzeugen der Navigator dem Piloten unterstellt ist.

## Ableitung
Navigationssysteme für Fahrzeuge im Straßenverkehr oder auf Schiffen werden neben der umgangssprachlichen Bezeichnung „Navi“ auch Navigator genannt.
Den Namen trug auch ein Software-Produkt aus den 1990er Jahren zum „Navigieren“ im Internet, der Netscape Navigator.